# San Juan de Opoa
San Juan de Opoa è un comune dell'Honduras facente parte del dipartimento di Copán.
Il comune venne istituito il 14 dicembre 1904.